# Az aszfalt királyai
Az aszfalt királyai (eredeti cím: Ford v Ferrari) 2019-ben bemutatott amerikai életrajzi-dráma, melyet James Mangold rendezett Jez Butterworth, John-Henry Butterworth és Jason Keller forgatókönyvéből. A szereplők Matt Damon, Christian Bale, Caitríona Balfe, Jon Bernthal, Tracy Letts, Josh Lucas, Noah Jupe, Remo Girone és Ray McKinnon
Az Amerikai Egyesült Államokban 2019. november 15-én mutatták be, míg Magyarországon egy nappal hamarabb szinkronizálva, november 14-én a Fórum Hungary forgalmazásában. A film világpremierjét a Telluride Filmfesztiválon tartották 2019. augusztus 30-án.
A film pozitív visszajelzéseket kapott a kritikusoktól, akik dicsérték a  színészi alakítást és a verseny jeleneteket. A Metacritic oldalán a film értékelése 70% a 100-ból, ami 13 véleményen alapul. A Rotten Tomatoeson az Aszfalt királyai 89%-os minősítést kapott, 47 értékelés alapján.
A film korai szakaszában Tom Cruise és Brad Pitt kapta volna a főszerepet, de ez egyéb okok miatt nem valósult meg. Mangold ezt követően 2018 februárjában Damonnak és Bale-nek adta a főszerepeket, majd a többi szereplő is csatlakozott azon a nyáron. A forgatás 2018 júliusában kezdődött Kaliforniában, és alig több mint két hónapig tartott.
A történet végigköveti az excentrikus, határozott amerikai mérnökök és tervezők csapatát, amelyet Carroll Shelby és brit sofőrje, Ken Miles vezet, akiket Henry Ford II és Lee Iacocca bíz meg azzal a feladattal, hogy egy új versenyautóval, a Ford GT40-nel sikerüljön legyőzni a domináns Ferrari versenycsapatot az 1966-os franciaországi Le Mans 24 órás versenyén.
A film megtörtént események alapján készült.

## Cselekmény
1963-ban Henry Ford II, a Ford Motor Company tulajdonosa és vezérigazgatója arra utasítja az alkalmazottait, hogy álljanak elő jobbító javaslatokkal a cég autóit illetően, amivel növelni lehetne az eladásokat. Lee Iacocca, a cég alelnöke azzal a javaslattal áll elő, hogy készítsenek egy sportkocsit, amivel meg lehetne nyerni a 24-órás francia Le Mans autóversenyt. Mivel a Ford addig főleg családi autókat készített, ezért a javaslat meghökkenést kelt, azonban az elnöknek tetszik az ötlet, hiszen egy ilyen versenyt közvetít a tévé, tehát sok millióan nézik. Mivel a cégnek nincsenek tapasztalatai ezen a téren, és az idő szűkös, Lee Iacocca azzal áll elő, hogy a Ford vegye meg az anyagi nehézségekkel küzdő olasz Ferrari céget, akik kizárólag sportkocsikat gyártanak.
Iacocca elutazik Olaszországba a tárgyalást levezetni (Iacocca alapszinten beszél olaszul). Ajánlatot tesz a Ferrari megvásárlására, 18 millió USA-dollár értékben. Enzo Ferrari, a Ferrari alapítója, tulajdonosa és irányítója pár óra gondolkodási időt kér.
Enzo Ferrari azonban kettős játékot játszik: a Ford ajánlata csak arra volt jó neki, hogy a céget eladja az ugyancsak olasz Fiat-nak, ugyanazon az áron.
A feldühödött Henry Ford II arra utasítja Iacoccát, hogy bármi áron állíttasson elő egy sportkocsit, amivel a következő Le Mans autóversenyen le lehet győzni a több éve befutó Ferrarit.
Erre a feladatra Iacocca felbérli a szintén anyagi gondokkal küzdő Shelby American cég tulajdonosát, Carroll Shelby-t, aki autóversenyző és -konstruktőr, de szívproblémák miatt ő maga már nem versenyez. Shelby nyerte meg az 1959-es Le Mans futamot. Shelby hozza magával Ken Miles-t, aki szintén autóversenyző és -konstruktőr.
Shelby és Miles tesztelik a Los Angeles-i nemzetközi repülőtér kifutópályáján a rendelkezésükre bocsátott, a Ford mérnökei által előállított Ford GT40-et, és sorra kiküszöbölik a hibáit, hogy gyorsabb, kezelhetőbb és kisebb súlyú legyen.
Mivel a Ford vezetése, illetve egyik alelnöke (Leo Beebe) szerint fontosabbak a marketing szempontok a nyers erőnél, ezért nem engedik Ken Miles-t versenyezni, helyette Phil Hill és Bruce McLaren áll rajthoz az 1965-ös versenyen. Azonban, ahogy Miles sejtette, a versenyzők nem bánnak elég kíméletesen a versenyautókkal, így a futamot egyik Ford autó sem fejezi be.
Bár Henry Ford II a vereséget kudarcként éli meg, Shelby meggyőzi, hogy Enzo Ferrari számára fenyegetést jelent, hogy az egyenes szakaszban a Ford elérte a 350 km/h sebességet.
Shelby nagyobb önállóságot követel a kivitelezésben és a versenyzők alkalmazásában, és Henry Ford II megadja neki a lehetőséget azzal a feltétellel, hogy Miles győz a 24-órás Daytona versenyen. Miles könnyedén teljesíti az akadályt Shelby irányításával, aki verseny közben engedélyezi számára, hogy túllépje a bűvös 7000 RPM határt (RPM= motor fordulatszám / perc).
Shelby és Miles tovább folytatják a teszteket. Az egyik teszt alkalmával Miles kisodródik a pályáról, amikor a fékek túlhevülés miatt felmondják a szolgálatot. A szabálykönyv tanulmányozása után kitalálják, hogy verseny közben ki fogják cserélni a fékeket, ha az szükségessé válik. Enzo Ferrari tiltakozik ez ellen, de Shelby rámutat, hogy a fék is csupán egy „alkatrész”, és egy alkatrész cseréje megfelel a szabályoknak.
Miles és a Ferrari pilótája, Bandini személyes csatát vív egy egyenes szakaszon, mígnem a Ferrari tönkremegy és Bandini kiesik a versenyből.
Mivel három Ford kocsi vezeti a mezőnyt, Beebe azt az utasítást adja, hogy a nagy előnnyel vezető Miles lassítson le, és a három Ford autó egyszerre fusson át a célvonalon, mert ez jól fog mutatni az újságok címoldalán. Miles eleinte ellenzi az ötletet, mert rekordidő alatt teljesítette a köröket, de aztán kötélnek áll. Technikai okokból McLarent hirdetik ki győztesnek (induláskor a kocsik pár méter különbséggel indulnak), de Miles és Shelby nem bánkódik emiatt.
Két hónappal Le Mans után a Ford GT40 tesztjénél Miles ismét fékhibát észlel, de ezúttal nincs szerencséje, a kocsi kigyullad, és ő nem tud kiszállni belőle.
Fél évvel később Shelby elmegy Miles özvegyének házához, ahol találkozik a fiával, Peterrel, és átadja neki azt a csavarkulcsot, amit Miles odadobott neki az 1963-as Sports Car Club of America verseny előtt.
A Ford folytatja a sikerszériát, és sorban nyeri a Le Mans versenyeket 1967-ben, 1968-ban és 1969-ben.
Milest 2001-ben beiktatták a Motorsports Hall of Fame of America hírességek csarnokába.

## Szereposztás
| Szerep                      | Színész             | Magyar hang           | Leírás                                                                                               |
| --------------------------- | ------------------- | --------------------- | --- |
| Carroll Shelby              | Matt Damon          | Stohl András          | Amerikai autóversenyző, -tervező és mérnök                                                           |
| Ken Miles                   | Christian Bale      | Fekete Ernő           | Brit második világháborús veterán, autószerelő és profi versenyző                                    |
| Mollie Miles                | Caitríona Balfe     | Zsigmond Tamara       | Miles felesége                                                                                       |
| Lee Iacocca                 | Jon Bernthal        | Varga Gábor           | A Ford egyik ügyvezető elnöke                                                                        |
| Henry Ford II               | Tracy Letts         | Rosta Sándor          | A Ford vezérigazgatója                                                                               |
| Peter Miles                 | Noah Jupe           | Csurgai Márk          | Miles fia                                                                                            |
| Enzo Ferrari                | Remo Girone         | Bartók László         | Az olasz Scuderia Ferrari autóverseny társaság és a Ferrari luxusautó társaság alapítója és vezetője |
| Roy Lunn                    | JJ Feild            | Barát Attila          | Ford mérnöke, aki részt vett a Ford GT40 programban                                                  |
| Bruce McLaren               | Benjamin Rigby      | Rohonyi Barnabás      | Új-zélandi profi autóversenyző és Miles verseny csapattársa                                          |
| Dan Gurney                  | Alex Gurney         | Pásztor Tibor         | Amerikai profi autóversenyző és autószerelő                                                          |
| Donald N. Frey              | Joe Williamson      | Moser Károly          | Ford főmérnök                                                                                        |
| Phil Remington              | Ray McKinnon        | Bede-Fazekas Szabolcs | |
| Charlie Agapiou             | Jack McMullen       | Baráth István         | |
| Leo Beebe                   | Josh Lucas          | Zámbori Soma          | A Ford egyik ügyvezető elnöke                                                                        |
| Dr. Granger                 | Wallace Langham     | Petridisz Hrisztosz   | |
| Franco Gozzi                | Corrado Invernizzi  | Debreczeny Csaba      | |
| AJ "Gus" Scussel            | Shawn Law           | Kapácsy Miklós        | |
| Főmérnők                    | Emil Beheshti       | Haagen Imre           | |
| Denny Hulme                 | Ben Collins         | Honti Molnár Gábor    | |
| Lloyd Ruby                  | Adam Mayfield       | Vajda Milán           | |
| Walt Hansgen                | Sean Carrigan       | Juhász György         | |
| Dieter Voss                 | Rudolf Martin       | Novkov Máté           | |
| Bill                        | Evan Arnold         | Kövesdi László        | SCCA-hivatalnok                                                                                      |
| Sam                         | Darin Cooper        | Papucsek Vilmos       | riporter                                                                                             |
| Ford-titkárnő               | Jenelle McKee       | Csonka Anikó          | |
| Mrs. Henry Ford II          | Marisa Petroro      | Csonka Anikó          | |
| Fiatal vásárló              | Wyatt Nash          | Jakab Márk            | |
| Eddie                       | Jonathan LaPaglia   | Kőrösi András         | |
| Wayne                       | Brad Beyer          | Király Adrián         | |
| Burt                        | Ward Horton         | Potocsny Andor        | |
| Enzo Ferrari angol tolmácsa | Stefania Spampinato | Kelemen Kata          | |
| Vezető a Brumosnál          | Michael Lanahan     | Albert Gábor          | |
| Brit kommentátor            | Darren Jacobs       | Dolmány Attila        | |
| Ronnie Larson               | Larsen Deane        | Bauer Gergő           | |

- További magyar hangok: Bolla Róbert, Dézsy Szabó Gábor, Hannus Gábor, Horváth-Töreki Gergely, Kisfalusi Lehel, Kiss László, Major Erik, Mészáros András, Németh Gábor, Sipos Imre, Szatmári Attila

## Díjak és jelölések
| Díj       | Díjátadó ceremónia | Kategória           | Eredmény | Forrás |
| --------- | ------------------ | ------------------- | -------- | ------ |
| Oscar-díj | 92. Oscar-gála     | Legjobb film        | Jelölve  | [ 6 ]  |
| Oscar-díj | 92. Oscar-gála     | Legjobb hangkeverés | Jelölve  | [ 6 ]  |
| Oscar-díj | 92. Oscar-gála     | Legjobb hangvágás   | Elnyerte | [ 7 ]  |
| Oscar-díj | 92. Oscar-gála     | Legjobb vágás       | Elnyerte | [ 7 ]  |